# Cantó de Sucy-en-Brie
El cantó de Sucy-en-Brie és un antic cantó francès del departament de Val-de-Marne, que estava situat al districte de Créteil. Comptava amb el municipi de Sucy-en-Brie.
Al 2015 va desaparèixer i el seu territori va passar a formar part del nou cantó de Saint-Maur-des-Fossés-2.

## Municipis
- Sucy-en-Brie

## Història
| Data d'elecció                           | Identitat           | Partit           | Qualitat |
| ---------------------------------------- | ------------------- | ---------------- | -------- |
| 1985-1995                                | Jean-Marie Poirier  | UDF              |          |
| 1995-2010                                | Marie-Carole Ciuntu | UDF, després UMP |          |
| 2010-                                    | Jean-Daniel Amsler  | UMP              |          |
| les dades anteriors no són pas conegudes |                     |                  |          |
|                                          |                     |                  |          |

## Demografia
| A partir de 1990: Població sense dobles comptes |